# Parafia św. Bartłomieja Apostoła w Łączkach Kucharskich
Parafia św. Bartłomieja Apostoła w Łączkach Kucharskich − parafia rzymskokatolicka znajdująca się w diecezji rzeszowskiej, w dekanacie Wielopole Skrzyńskie. 
Erygowana w 1326 roku.